# (8114) Lafcadio
(8114) Lafcadio est un astéroïde de la ceinture principale.

## Description
(8114) Lafcadio est un astéroïde de la ceinture principale. Il fut découvert le 24 avril 1996 à Yatsuka (en) par Hiroshi Abe. Il présente une orbite caractérisée par un demi-grand axe de 2,37 UA, une excentricité de 0,12 et une inclinaison de 6,9° par rapport à l'écliptique.

## Compléments